# The Fog (2005)
The Fog (prt: O Nevoeiro; bra: A Névoa) é um filme estadunidense de 2005, dos gêneros suspense e terror, dirigido por Rupert Wainwright e estrelado por Tom Welling, Selma Blair e Maggie Grace.
É um remake de The Fog (1980), de John Carpenter, porém reformulado para a linha "terror adolescente". Carpenter e Debra Hill, autores do roteiro original, foram produtores desta versão.

## Sinopse
Os habitantes de Antonio Island, ao largo da costa de Oregon, estão prestes a inaugurar uma estátua em homenagem aos quatro homens (Castle, Wayne, Williams e Malone) que fundaram sua cidade em 1871. Nick Castle é um dos descendentes dos homens, e é dono de uma empresa de fretamento de pesca, usando o seu navio, o Seagrass, para o turismo. Quando sua namorada Elizabeth Williams retorna à ilha, depois de passar seis meses em Nova York, uma bizarra série de eventos começam a ocorrer, inclusive várias mortes horríveis e a presença de um misterioso nevoeiro. Quando Elizabeth desliza no ancoradouro de Nick e cai no mar, ela encontra um diário antigo de 1871, escrito por Patrick Malone, um dos fundadores da cidade. Ele conta como um homem chamado Blake comprou metade da ilha para o uso como uma colônia de leprosos. Ao trazer seu povo de Antonio Island em seu veleiro, o Elizabeth Dane, Blake é traído por Castle, Wayne, Williams e Malone. Os quatro homens trancam Blake e seu povo no reservatório, roubam seu dinheiro e posses, e, em seguida, atearam fogo ao navio, matando todos a bordo. Nos dias atuais, os fantasmas de Blake e sua tripulação passaram de sua sepultura para buscar vingança contra os descendentes dos quatro homens.

## Elenco
| · Tom Welling     | ....... | Nick Castle        |
| · Maggie Grace    | ....... | Elizabeth Williams |
| · Selma Blair     | ....... | Stevie Wayne       |
| · Kenneth Welsh   | ....... | Tom Malone         |
| · Rade Sherbedgia | ....... | cap. William Blake |
| · DeRay Davis     | ....... | Spooner            |
| · Sonja Bennett   | ....... | Mandi              |
| · Sara Botsford   | ....... | Kathy Williams     |
| · Cole Heppell    | ....... | Andy Wayne         |
| · Jonathon Young  | ....... | Dan                |
| · Korie Ferguson  | ....... | Sra. Watkins       |

## Recepção
The Fog foi amplamente considerado um remake sem sucesso do  filme original de 1980, com o The Hollywood Reporter afirmando que o filme "falta[va] o susto necessário para satisfazer seu público-alvo ", e Variety comentou que "o interesse fica entre as mortes terríveis, e, pior, nenhum dos personagens gera o enraizamento de interesse." O filme foi classificado como D- por Owen Gleiberman da Entertainment Weekly. Até o momento, o filme tem uma classificação no Rotten Tomatoes de 5% e é o 66º pior filme revisado no site; consenso crítico do site disse que "The Fog é um remake assim-assim de um filme assim-assim, sem sustos, suspense ou originalidade." Metacritic relatou que o filme teve uma pontuação média de 27 em 100, com base em 16 comentários.

## Prêmios
| Ano  | Prêmio                   | Categoria    | Trabalho | Resultado                 |
| ---- | ------------------------ | ------------ | -------- | ------------------------- |
| 2006 | Fangoria Chainsaw Awards | "Pior Filme" | The Fog  | Venceu[carece de fontes?] |